# Acrosynanthus latifolius
Acrosynanthus latifolius är en måreväxtart som beskrevs av Paul Carpenter Standley. Acrosynanthus latifolius ingår i släktet Acrosynanthus och familjen måreväxter. Inga underarter finns listade i Catalogue of Life.